# Fabian Frei
Fabian Frei (Frauenfeld, 8 de gener de 1989) és un futbolista suís d'origen alemany. Juga de migcampista per la dreta i el seu actual equip és el FC Basel. És internacional amb la selecció Suïssa.

## Trajectòria
Es va formar en les divisions menors del FC Winterthur. Posteriorment va passar al FC Basel, on va jugar en la categoria Sub-21 entre el 2005 i el 2007. En aquest any va començar a jugar en el primer equip. El seu gran moment va ser quan van guanyar la Copa Suïssa en 2008. En juliol de 2009 va ser cedit a préstec al St. Gallen, on es va mantenir per dos anys. Va tornar al Basel per a la temporada 2011/12. Les seves bones actuacions en l'Axpo Super Lig i la Lliga de Campions de la UEFA han portat a nombrosos clubs al fet que s'interessin en el, entre ells el Manchester United FC i l'Arsenal FC, també el FC Bayern de Múnic i l'AS Roma.

## Internacional
Va debutar amb la Selecció de futbol de Suïssa en 2011 jugant contra Anglaterra, ingressant els últims tres minuts de descompte del partit que quedaria empatat 2-2.
El juliol de 2012 va ser inclòs en la llista de 18 jugadors que van representar a Suïssa en el Torneig de Futbol Masculí dels Jocs Olímpics de Londres 2012.

## Clubs
| Club       | País     | Any       |
| ---------- | -------- | --------- |
| FC Basel   | Suïssa   | 2007-2009 |
| St. Gallen | Suïssa   | 2009-2011 |
| FC Basel   | Suïssa   | 2011-2015 |
| Mainz 05   | Alemanya | 2015-     |

## Palmarès
| Títol              | Club     | País   | Any       |
| ------------------ | -------- | ------ | --------- |
| Super Lliga Suïssa | FC Basel | Suïssa | 2007-2008 |
| Copa Suïssa        | FC Basel | Suïssa | 2007-2008 |
| Super Lliga Suïssa | FC Basel | Suïssa | 2011-2012 |
| Copa de Suïssa     | FC Basel | Suïssa | 2011-2012 |
| Super Lliga Suïssa | FC Basel | Suïssa | 2012-2013 |